# Макаревич, Алексей Лазаревич
Алексе́й Ла́заревич Макаре́вич (фамилия при рождении — Меерович, 13 ноября 1954, Москва — 28 августа 2014) — советский и российский музыкант, экс-гитарист группы «Воскресение», продюсер группы «Лицей» с момента основания коллектива в 1991 году, поэт-песенник и композитор, художник. Приёмный отец Анастасии Макаревич, солистки группы «Лицей», двоюродный брат Андрея Макаревича.

## Биография
Родился 13 ноября 1954 года в семье биолога Веры Григорьевны Макаревич (1922—2001), тёти Андрея Макаревича по отцу, и инженера Лазаря Натановича Мееровича (1922 — после 1995), который был автором ряда изобретений. Алексей взял впоследствии девичью фамилию матери.
Окончил МАРХИ по специальности «архитектор».
В 1970-х у Алексея Макаревича была группа «Опасная зона», которую в 1976-м он переименовывает в «Кузнецкий мост».
С 1979 по 1980 год играл в группе «Воскресение», куда на время вернулся в 1994 году
В конце восьмидесятых годов был продюсером группы «Домино». Параллельно работал художником-постановщиком музыкальных фестивалей и концертных программ звёзд советской эстрады. Много сотрудничал с художником по свету Игорем Юнгом.
В 1991 году, после посещения концерта в детском театре эстрады, где занималась его приёмная дочь Анастасия Макаревич, создал группу «Лицей», в которой стал продюсером, автором песен, стилистом, художником по костюмам. Алексей Макаревич — автор многих песен группы «Лицей», а также автор слов и музыки главного хита группы — «Осень», который вошёл в авторский альбом «Открытый занавес», записанный группой «Лицей» в 1996 году.
В 1992 году совместно с Юрием Боксером создал дизайн-студию MATCHBOX
.
В 2002 году был приглашён в проект «Стань звездой» телеканала «Россия» в качестве судьи для отбора участников.
Скоропостижно скончался 28 августа 2014 года у себя дома. Похороны состоялись 2 сентября на Даниловском кладбище.

## Семья
Бывшая жена — Валерия Вернальдовна Макаревич (Гичунц) (род. 9 апреля 1954, Китай), в детстве жила в Индии, Норвегии и Германии, так как её отец, Вернальд Аганесович Гичунц, работал в «Совфрахте». Училась в Институте международных отношений, работала сначала в министерстве внешней торговли, потом в издательстве «Русский язык», затем в итальянской фирме (за 1 год выучила язык), и бренд-менеджером в московском объединении «Оптика», которое занимается сетью «Очкарик». После рождения Насти пережила клиническую смерть. После развода с Алексеем Макаревичем Валерия вышла замуж за гражданина ЮАР. Написала книгу рецептов «Любовь и морковь по-африкански».
Две дочери: приёмная Анастасия Макаревич (род. 17 апреля 1977) — вокалистка группы «Лицей», родная Варвара Макаревич (род. 27 марта 1987) окончила факультет иностранных языков, менеджер в pr-агентстве, телеведущая канала ВКТ, вокалистка группы «Бабушка Сахар».)
Старшая сестра — Елена Лазаревна Дымарская (урождённая Меерович; 24.04.1947—02.11.2013), была замужем за журналистом Виталием Дымарским; их дети — Алексей Дымарский (род. 2 июля 1979) и Марина Дымарская (род. 16 июня 1972).
Двоюродный брат — певец Андрей Макаревич; двоюродный племянник — актёр Иван Макаревич.

## Художник-постановщик
- Фестиваль «Дирижабль в Лужниках» (май 1989)
- Бал Александра Малинина (1990 - 1993) (также режиссёр-постановщик, совместно с А. Малининым)
- Фестиваль «Звуковая Дорожка МК» (24 июня 1990)
- «Площадка Обоза» (1992)
- Владимир Пресняков: «Замок из дождя» (1994)
- «Лицей: Для Тебя» (концерт группы «Лицей» в ГЦКЗ Россия, 23 марта 1997) (также режиссёр-постановщик и художник по костюмам - совместно с Ларисой Лазаревой)

## Альбомы группы «Лицей»
автор слов, музыки
| 1992 — «Домашний арест» | 1992 — «Домашний арест» | 1992 — «Домашний арест» | 1992 — «Домашний арест»     |
| №                       | Название трека          | Автор музыки            | Автор слов                  |
| ----------------------- | ----------------------- | ----------------------- | --------------------------- |
| 1                       | «Субботний вечер»       | Ал. Макаревич           | С. Андреев                  |
| 2                       | «Домашний арест»        | Ал. Макаревич           | К. Кавалерян, Ал. Макаревич |
| 3                       | «Снилось мне»           | А. Романов              | А. Романов                  |
| 4                       | «Высокий блондин»       | В. Овсянников           |                             |
| 5                       | «Люди-машины»           | В. Овсянников           |                             |
| 6                       | «Мама»                  | Ал. Макаревич           | К. Кавалерян                |
| 7                       | «Стать самим собой»     | А. Романов              | А. Романов                  |
| 8                       | «Хороший парень»        | Е. Маргулис             | А. Романов                  |
| 9                       | «След на воде»          | Ал. Макаревич           | К. Кавалерян                |
| 10                      | «Будь здоров»           | Ал. Макаревич           | К. Кавалерян                |

| 1994 — «Подруга — ночь» | 1994 — «Подруга — ночь» | 1994 — «Подруга — ночь» | 1994 — «Подруга — ночь» |
| №                       | Название трека          | Автор музыки            | Автор слов              |
| ----------------------- | ----------------------- | ----------------------- | ----------------------- |
| 1                       | «Подруга — ночь»        | Ал. Макаревич           | К. Кавалерян            |
| 2                       | «Там, где нас нет»      | Ал. Макаревич           | К. Кавалерян            |
| 3                       | «Твоё право»            | Ал. Макаревич           | К. Кавалерян            |
| 4                       | «Кто остановит дождь»   | Ал. Макаревич           | К. Кавалерян            |
| 5                       | «Деньги»                | Ал. Макаревич           | К. Кавалерян            |
| 6                       | «Вниз по течению»       | Ал. Макаревич           | К. Кавалерян            |
| 7                       | «Ещё один рай»          | Ал. Макаревич           | К. Кавалерян            |
| 8                       | «25»                    | Ал. Макаревич           | К. Кавалерян            |
| 9                       | «Мой человек»           | Ал. Макаревич           | К. Кавалерян            |
| 10                      | «Бег по кругу»          | Ал. Макаревич           | К. Кавалерян            |

| 1996 — «Открытый занавес» | 1996 — «Открытый занавес» | 1996 — «Открытый занавес» | 1996 — «Открытый занавес» |
| №                         | Название трека            | Автор музыки              | Автор слов                |
| ------------------------- | ------------------------- | ------------------------- | ------------------------- |
| 1                         | «Осень»                   | Ал. Макаревич             |                           |
| 2                         | «Я спешу за любовью»      | Ал. Макаревич             |                           |
| 3                         | «Душа»                    | Ал. Макаревич             |                           |
| 4                         | «Смех сквозь слёзы»       | Ал. Макаревич             |                           |
| 5                         | «Красная помада»          | Ал. Макаревич             |                           |
| 6                         | «Отпусти меня на волю»    | Ал. Макаревич             |                           |
| 7                         | «Нарисуй на небе птицу»   | Ал. Макаревич             |                           |
| 8                         | «Я не вижу смысла»        | Ал. Макаревич             |                           |
| 9                         | «В цветущий край»         | Ал. Макаревич             |                           |
| 10                        | «У бродячих музыкантов»   | Ал. Макаревич             |                           |

| 1997 — «Паровозик-облачко» | 1997 — «Паровозик-облачко» | 1997 — «Паровозик-облачко» | 1997 — «Паровозик-облачко» |
| №                          | Название трека             | Автор музыки               | Автор слов                 |
| -------------------------- | -------------------------- | -------------------------- | -------------------------- |
| 1                          | «Паровозик-облачко»        | Ал. Макаревич              | А. Морсин                  |
| 2                          | «Было и прошло»            | Ал. Макаревич              | А. Морсин, Ал. Макаревич   |
| 3                          | «Расставание»              | Ал. Макаревич, С. Сысоев   | А. Морсин                  |
| 4                          | «Девушка-зима»             | Ал. Макаревич              | А. Морсин                  |
| 5                          | «Новогодняя»               | Ал. Макаревич              | В. Хлебников               |
| 6                          | «Незнакомка»               | Ал. Макаревич              | А. Морсин                  |
| 7                          | «Моя любовь»               | Ал. Макаревич              | А. Морсин                  |
| 8                          | «Спой мне»                 | Ал. Макаревич              | А. Морсин                  |
| 9                          | «Мне на память»            | А. Баранова                | М. Самошин                 |
| 10                         | «В апельсиновом раю»       | Ал. Макаревич              | К. Кавалерян               |

| 1  | «Субботний вечер»      |
| 2  | «Стать самим собой»    |
| 3  | «В цветущий край»      |
| 4  | «Отпусти меня на волю» |
| 5  | «Подруга — ночь»       |
| 6  | «Деньги»               |
| 7  | «Я не вижу смысла»     |
| 8  | «Мама»                 |
| 9  | «След на воде»         |
| 10 | «Душа»                 |
| 11 | «Девушка-зима»         |
| 12 | «Хороший парень»       |
| 13 | «Было и прошло»        |
| 14 | «Мне на память»        |
| 15 | «Домашний арест»       |
| 16 | «Моя любовь»           |
| 17 | «Осень»                |

| 1  | «Незнакомка»         |
| 2  | «Красная помада»     |
| 3  | «Расставание»        |
| 4  | «Паровозик-облачко»  |
| 5  | «След на воде»       |
| 6  | «Стать самим собой»  |
| 7  | «Ещё один рай»       |
| 8  | «Деньги»             |
| 9  | «В апельсиновом раю» |
| 10 | «Хороший парень»     |
| 11 | «Осень»              |

| 1999 — «Небо» | 1999 — «Небо»                  | 1999 — «Небо»               | 1999 — «Небо» |
| №             | Название трека                 | Автор музыки                | Автор слов    |
| ------------- | ------------------------------ | --------------------------- | ------------- |
| 1             | «Звезда»                       | Ал. Макаревич               | А. Морсин     |
| 2             | «Радуюсь»                      | А. Романов                  | А. Романов    |
| 3             | «Ветер»                        | А. Морсин                   | А. Морсин     |
| 4             | «Небо»                         | Ал. Макаревич               | А. Морсин     |
| 5             | «Дороги наши разошлись»        | Е. Маргулис                 | А. Романов    |
| 6             | «Рыжий пёс»                    | Л. Варданян                 | Л. Варданян   |
| 7             | «Балерина грёз»                | И. Каменской, Ал. Макаревич | А. Морсин     |
| 8             | «Ты и я»                       | Ал. Макаревич               | А. Морсин     |
| 9             | «Куда тебя несёт»              | Ал. Макаревич               | А. Морсин     |
| 10            | «Девочка с восточными глазами» | Ал. Макаревич               | Ал. Макаревич |

| 2000 — «Ты стала другой» | 2000 — «Ты стала другой» | 2000 — «Ты стала другой»     | 2000 — «Ты стала другой»    |
| №                        | Название трека           | Автор музыки                 | Автор слов                  |
| ------------------------ | ------------------------ | ---------------------------- | --------------------------- |
| 1                        | «Тебя здесь нет»         | Анастасия Макаревич          | Анастасия Макаревич         |
| 2                        | «Листья»                 | Ал. Макаревич, Анна Плетнева | Анна Плетнева               |
| 3                        | «Какая долгая зима»      | Ал. Макаревич                | И. Сибиряков                |
| 4                        | «Ты стала другой»        | Ал. Макаревич                | А. Морсин                   |
| 5                        | «Планета-5»              | А. Морсин                    | А. Морсин                   |
| 6                        | «Лей, дождь»             | С. Долгополов                |                             |
| 7                        | «Куда течёт река»        | С. Долгополов                |                             |
| 8                        | «Мне всё равно»          | Анастасия Макаревич          | Анастасия Макаревич         |
| 9                        | «Больше, чем любить»     | Ал. Макаревич                | Анна Плетнева, Ю. Дементьев |
| 10                       | «Сентенция»              | Ал. Макаревич                | А. Бутузов                  |

| 2005 — «44 минуты» | 2005 — «44 минуты»             | 2005 — «44 минуты» | 2005 — «44 минуты» |
| №                  | Название трека                 | Автор музыки       | Автор слов         |
| ------------------ | ------------------------------ | ------------------ | ------------------ |
| 1                  | «Она не верит больше в любовь» | Ал. Макаревич      | Н. Тимченко        |
| 2                  | «Ты станешь взрослой»          | В. Тюрин           | Н. Тимченко        |
| 3                  | «Двери открой»                 | Ал. Макаревич      | Н. Тимченко        |
| 4                  | «Облака»                       | Ал. Макаревич      | Н. Тимченко        |
| 5                  | «Надо мной»                    | В. Молчанов        | В. Саповский       |
| 6                  | «Какая долгая зима (mix)»      | Ал. Макаревич      | И. Сибиряков       |
| 7                  | «Белой пылью ночь»             | А. Прусов          | А. Прусов          |
| 8                  | «Люби и не теряй»              | Ал. Макаревич      | Анна Плетнева      |
| 9                  | «Спой мне»                     | Ал. Макаревич      | А. Морсин          |
| 10                 | «Улетаешь в небо»              | А. Прусов          | А. Прусов          |
| 11                 | «Падает дождь»                 | Ал. Макаревич      | Н. Тимченко        |
| 12                 | «Как ты о нём мечтала»         | В. Тюрин           | Н. Тимченко        |

| 1  | «Осень»                        |
| 2  | «Домашний арест»               |
| 3  | «Ты стала взрослой»            |
| 4  | «Хороший парень»               |
| 5  | «Девушка-зима»                 |
| 6  | «След на воде»                 |
| 7  | «Субботний вечер»              |
| 8  | «Небо»                         |
| 9  | «Двери открой»                 |
| 10 | «Падает дождь»                 |
| 11 | «Как ты о нём мечтала»         |
| 12 | «Она не верит больше в любовь» |
| 13 | «Люби его»                     |
| 14 | «Планета пять»                 |
| 15 | «Паровозик-облачко»            |
| 16 | «Ты стала другой»              |
| 17 | «Ты будешь с ним»              |
| 18 | «В апельсиновом раю»           |
| 19 | «Расставание»                  |
| 20 | «Звезда»                       |

| 2019 — «Мчится время» | 2019 — «Мчится время»      | 2019 — «Мчится время» | 2019 — «Мчится время» |
| №                     | Название трека             | Автор музыки          | Автор слов            |
| --------------------- | -------------------------- | --------------------- | --------------------- |
| 1                     | Мчится время               | Ал. Макаревич         | Ал. Макаревич         |
| 2                     | Падаю вверх                | Ал. Макаревич         | Н. Тимченко           |
| 3                     | Где-то без меня            | Ал. Макаревич         | Н. Тимченко           |
| 4                     | Быть одной                 | Ал. Макаревич         | Н. Тимченко           |
| 5                     | Поцелуй меня               | Ал. Макаревич         | Н. Тимченко           |
| 6                     | Фотография                 | Ал. Макаревич         | А. Морсин             |
| 7                     | Люби его                   | Ал. Макаревич         | Н. Тимченко           |
| 8                     | Снилось мне                | А. Романов            | А. Романов            |
| 9                     | Двое                       | А. Зарецкий           | А. Зарецкий           |
| 10                    | Ты будешь с ним            | Ал. Макаревич         | Н. Тимченко           |
| 11                    | Падаю вверх (Version 2018) | Ал. Макаревич         | Н. Тимченко           |

## Комментарии
1. ↑  К этой дате приурочены памятные годовщины, хотя точное время смерти в ночь с 28 на 29 августа 2014 года осталось неизвестным[16].